# Karen Karapetyan
Karen Vilhelmi Karapetyan (in armeno: Կարեն Վիլհելմի Կարապետյան; Stepanakert, 14 agosto 1963) è un politico armeno.
È stato primo ministro dell'Armenia dal 13 settembre 2016 al 17 aprile 2018 e successivamente primo ministro ad interim del Paese dal 23 aprile 2018 all'8 maggio 2018. È stato inoltre sindaco di Erevan, capitale dell'Armenia, dal 17 dicembre 2010 al 15 novembre 2011.

## Biografia
Karen Karapetyan è nato nell'agosto 1963 a Stepanakert, allora centro amministrativo dell'Oblast' autonoma del Nagorno-Karabakh. Durante gli anni 1970, ha studiato alla scuola secondaria n. 128 intitolata a Lev Tolstoj a Yerevan. Dal 1980 al 1985, ha studiato e si è laureato con lode presso la Facoltà di Matematica Applicata dell'Università Statale di Yerevan. Dal 1985 al 1996, ha lavorato nel centro di calcolo del Comitato di pianificazione statale dell'Armenia, nonché nell'Associazione degli scienziati e degli operatori culturali e ha insegnato alla YSU. Nel 2001 è stato nominato Vice Ministro dell'Energia dell'Armenia. Karapetyan è stato anche amministratore delegato della joint venture armeno-russa ArmRosGazprom a partire dal 2001.

### Sindaco di Yerevan (2010-2011)
Karapetyan è diventato sindaco di Yerevan il 17 dicembre 2010 dopo aver ricevuto un sostegno schiacciante dall'assemblea municipale. È succeduto a Gagik Beglaryan, un sindaco controverso che si è dimesso all'inizio di dicembre 2010 dopo essere stato coinvolto in uno scandalo con l'amministrazione presidenziale di Serzh Sargsyan.
A solo un mese dal suo mandato come sindaco, Karapetyan ha scatenato le proteste armene del 2011 quando ha ordinato al comune di far rispettare un severo divieto di commercio per la  strada. I venditori ambulanti, arrabbiati, sono scesi in strada per chiedere le dimissioni di Karapetyan e l'abrogazione del divieto. Man mano che le proteste diventavano più grandi, con molte manifestazioni tenute illegalmente nella centrale Piazza della Libertà di Yerevan, Karapetyan mantenne la sua posizione, insistendo sul fatto che il divieto di raduni in Piazza della Libertà sarebbe rimasto in vigore e rifiutando di prendere in considerazione l'allentamento delle restrizioni sul commercio di strada.
Karapetyan si è dimesso il 28 ottobre 2011 e nel novembre 2011 Taron Margaryan è stato eletto sindaco al suo posto. Dopo le sue dimissioni, è tornato in Russia per continuare a lavorare per Gazprom.

### Primo Ministro dell'Armenia (2016-2018)
Dopo le dimissioni di Hovik Abrahamyan, il nome di Karapetyan emerse subito come possibile successore. Ciò è stato confermato durante una riunione del Partito Repubblicano dell'Armenia e confermato ufficialmente dal presidente Serzh Sargsyan il 13 settembre 2016. Si diceva che il nuovo governo di Karapetyan avrebbe portato cambiamenti radicali e riforme al paese e all'economia. E arrivò la nomina.
Il suo mandato è terminato il 17 aprile 2018, quando l'ex presidente Serzh Sargsyan è stato nominato primo ministro, in una iniziativa che i gruppi di opposizione hanno denunciato come una presa di potere. Dopo una settimana di proteste, Sargsyan si dimise il 23 aprile e Karapetyan fu nominato Primo Ministro ad interim fino all'8 maggio, quando Nikol Pashinyan fu eletto nuovo Primo Ministro.